# 坎海澤冰川
坎海澤冰川（英語：Kannheiser Glacier），是南極洲的冰川，位於埃爾斯沃思地的瑟斯頓島，全長7公里，處於飛魚角東南面22公里，最終注入阿博特冰架，在1946年12月根據美國海軍拍攝的空中照片繪入地圖，現時由南極條約體系管理。